# Obras completas (y otros cuentos)
Obras completas (y otros cuentos)] (1959) és el títol d'un llibre de relats de l'escriptor guatemaltenc Augusto Monterroso. Es tracta d'una col·lecció de contes curts i microrrelats.
Monterroso és un escriptor que utilitza l'humor, de manera crítica, per ressaltar situacions d'injustícia social i de discriminació. És un escriptor compromès amb el seu món, encara que allunyat de l'activisme polític després d'exiliar-se a Mèxic l'any 1944, per les seves activitats contra la dictadura de Jorge Situo.
En el trajecte que va dels seus primers assajos poètics a la revista America als seus llibres més recents, Augusto Monterroso ha eludit innombrables temptacions i esculls al parlar d'ell. Els crítics invoquen la intel·ligència, l'humor, la reticència o la timidesa.
A Colòmbia, aquest llibre ha estat molt utilitzat com a PLA LECTOR, en ciutats com Medellín, Cali, Bogotà o Manizales entre d'altres, ja que enriqueix els joves en aprenentatge i coneixement.

## Contingut
El llibre es compon dels següents relats:
- Míster Taylor
- Uno de cada tres
- Sinfonía concluida
- Primera loca
- El eclipse
- Diógenes también
- El dinosaurio"Cuando Desperto el dinosaurio todavía estaba allí"
- Leopoldo (sus trabajos)
- El concierto
- El centenario
- No quiero engañarlos
- Vaca
- Obras Completas